# Serlo le Mercer
Serlo le Mercer, en français : Serlon le Mercier, est le troisième lord-maire de Londres au début du XIIIe siècle. 
Membre de la Worshipful Company of Mercers, il est élu lord-maire à cinq reprises (en 1214, puis de 1218 à 1221), et sera en 1215 l'un des négociateurs de la Magna Carta,.